# Blepharella seydeli
Blepharella seydeli är en tvåvingeart som först beskrevs av Louis-Paul Mesnil 1949.  Blepharella seydeli ingår i släktet Blepharella och familjen parasitflugor.
Artens utbredningsområde är Kongo. Inga underarter finns listade i Catalogue of Life.